# 파라노말 액티비티: 더 고스트 디멘션
《파라노말 액티비티: 더 고스트 디멘션》(영어: Paranormal Activity: The Ghost Dimension)는 2015년 공개된 미국의 3D 파운드 푸티지 초자연 공포 영화이다. 《파라노말 액티비티: 더 마크드 원스》(2014)의 속편이다. 《파라노말 액티비티 4》(2012) 이후를 다루고 있으나 《파라노말 액티비티 3》(2011)과 깊이 연관돼 있다.
이 영화는 2015년 10월 23일에 개봉되었다. 천만 달러의 예산으로 전 세계에서 7,800만 달러 이상의 수익을 올렸다. 로튼 토마토의 합의 사항에 따르면 “영화 프랜차이즈의 스릴은 대부분 사라졌다.” 이 영화는 당초 시리즈의 마지막 영화로 발표 및 홍보되었지만 2021년 10월에 7번째 작품 《파라노말 액티비티: 넥스트 오브 킨》(Paranormal Activity: Next of Kin)이 개봉하였다.

## 줄거리
이야기는 3편 끝 장면으로 돌아간다. 1988년 어린 케이티와 크리스티는 정체를 알 수 없는 힘에 의해 데니스의 척추가 부서지는 광경을 보게 된다. 할머니 로이스가 자매를 위층으로 데려가고, 위층 방에 있던 사내는 “토비”가 그의 계획에 중요한 존재이며, 크리스티의 아들은 선택받은 존재가 될 것이고, 케이티의 재능엔 많은 과업이 따를 것이라고 말한다.
2013년 캘리포니아주 샌타로자. 라이언, 아내 에밀리, 여섯 살 딸 릴라는 크리스마스를 앞두고 행복한 시간을 보낸다. 이때 여자친구와 헤어진 동생 마이크가 이곳에 2주간 머물기 위해 찾아온다. 에밀리의 친구 스카일러는 릴라가 상상 속 친구 토비에게 말을 거는 모습을 목격한다.
마이크는 1988년부터 1992년 사이에 찍힌 비디오테이프와 오래된 비디오카메라를 발견한다. 이 카메라가 영적인 존재를 포착한다는 것을 알게 된 라이언은 촬영을 시작한다. 1988년 테이프에는 어린 크리스티와 케이티가 엄마 줄리, 엄마의 남자친구 데니스와 함께 있는 모습이 담겨 있고, 1992년 테이프에는 로이스의 집에서 소녀들이 신비한 남자와 초능력을 연습하는 모습이 담겨 있다. 케이티는 시키는 대로 어딘가를 투시 중인데 라이언과 마이크는 테이프 속의 두 소녀가 투시하는 대상이 바로 이 집이고 테이프를 청취하는 자신들의 존재를 동시간으로 감지하고 있다는 느낌을 받는다. 한편 라이언과 에밀리는 뜰에서 “케이티, 크리스티 1987”이 식각돼 있는 콘크리트 석판을 발견하고, 자신들의 집이 1992년에 화재로 소실된, 케이티와 크리스티가 살던 곳과 동일한 부지에 지어졌다는 것을 알게 된다.
라이언은 릴라가 방 벽에 그린 상징이 “더 미드와이브스”라는 악마 숭배 마녀 집단에서 다른 차원으로의 입구를 열기 위해 사용하는 것임을 알아낸다. 밤에 릴라의 방에서 뭔가 검은 존재의 가공할 힘을 직접 확인한 라이언과 에밀리는 토드 신부를 부른다. 신부는 악령은 집이 아니라 사람에게 깃들며 두려움을 먹이로 삼아 자라니 도망가면 악령이 쫓아올 뿐이라고 말한다. 신부가 릴라의 이마에 성수를 바른 뒤 릴라가 신부를 물어뜯는다.
라이언은 카메라에서 자신의 가족들이 이 집으로 이사 오기 3일 전인 2010년 5월 8일에 막 공사가 끝난 집을 찍은 영상을 발견한다. 영상 속의 남자는 이 집이 “입구”라는 얘기를 한다. 라이언은 에밀리에게 자신들이 지나치게 좋은 조건으로 이 집을 구했던 사실을 지적한다. 성인 케이티는 부동산 중개인을 가장하고 미드와이브스가 새로 지은 그 집을 라이언 가족에게 팔았던 것이다.
라이언은 크리스티의 실종된 아들 헌터 레이와 릴라가 똑같이 새천년 6번째 해인 2005년 6월 6일에 태어났으며 헌터의 이모 케이티가 헌터와 관련된 한 네바다주 가족을 살해했다는 것을 알게 된다. 그러나 헌터가 그가 태어나기도 전인 1992년 테이프에도 등장하고 있음을 발견한다. 라이언은 토비가 릴라를 바로 이 과거로 데려가려고 하는 게 아닌가 추정한다.
릴라는 침대맡 벽에 다른 차원으로 통하는 문을 열고, 그곳으로 넘어갔다가 다시 침대로 돌아온다. 라이언과 에밀리는 릴라와 함께 호텔로 도망친다. 스카일러는 지옥의 일곱 왕자(사탄)에게 생명을 주려면 왕자 하나당 같은 날에 태어난 두 사람의 피가 필요하다는 요한의 묵시록 구절이 토비의 완전한 육체화를 위해 릴라의 피가 필요하다는 뜻이 아닌가 추정한다. 라이언, 에밀리와 호텔에 있던 릴라는 홀연히 다시 집에 나타난다.
모두 다시 집에 모인 뒤 신부는 집을 정화하고 악령을 붙잡을 덫을 놓다가 토비에게 끌려간다. 라이언이 시트로 토비를 붙잡고 스카일러가 기도를 마치자 릴라가 정상으로 돌아온다. 다 끝났다고 생각한 순간 스카일러가 마이크에게 피를 토해 마이크가 피에 화상을 입고, 둘이 같이 죽는다. 에밀리와 라이언은 도망치지만 라이언은 가슴이 뚫려 사망한다. 릴라는 자기 방에 있는 차원의 입구로 사라지고, 그 뒤를 쫓은 에밀리는 1992년 크리스티와 케이티의 엄마의 집에 도달한다. 그곳에서 에밀리는 어린 케이티와 인간 모습의 토비를 마주치고, 토비는 에밀리를 죽여 카메라 방향으로 던진다. 릴라와 토비가 카메라 밖으로 걸어가며 화면이 암전된다.
또 다른 결말에서는 악령 퇴치가 성공한다. 4개월 뒤 에밀리, 라이언, 릴라는 새 집으로 이사한다. 밖에서 놀던 릴리가 어린 케이티, 크리스티의 손을 잡고 있는 모습이 보인다. 릴라의 생일 파티에서 에밀리가 임신 중임이 밝혀진다. 릴라는 케이크의 촛불을 끄며 남동생을 갖게 해달라고 소원을 빈다. 에밀리가 아직 아기 성별을 모른다고 말하며 영화가 끝난다.

## 출연진
- 크리스 J. 머리 - 라이언 플리지 역
- 브릿 쇼 - 에밀리 플리지 역
- 댄 길 - 마이크 플리지 역
- 아이비 조지 - 릴라 “리” 플리지 역
- 올리비아 테일러 더들리 - 스카일러 역
- 마이클 크라윅 - 토드 역
- 클로이 첸거리 - 케이티 아역
- 제시카 타일러 브라운 - 크리스티 아역
- 핼리 푸트 - 로이스 역
- 마크 스티거 - “토비” 역: 토비트의 아스모데우스.